# Turn- und Sportverein München von 1860 2011-2012
Questa voce raccoglie le informazioni riguardanti il Turn- und Sportverein München von 1860 nelle competizioni ufficiali della stagione 2011-2012.

## Stagione
La stagione comincia con una sconfitta per 3-1 sul campo dell'Eintracht Braunschweig per poi riprendere una giusta piega con 4 vittorie casalinghe consecutive, fino all'inatteso stop interno 2-4 contro la Dinamo Dresda. In trasferta, inoltre, il rendimento è mediocre. Intanto, a metà settembre, Aston Martin diventa il nuovo sponsor ufficiale, merito, naturalmente, dello sceicco Ismaik. L'obiettivo della società per questa stagione è la stabilità finanziaria e non ancora la promozione, poiché, per i vari problemi di bilancio, non si sono fatti acquisti rilevanti durante l'estate. La stagione finisce con un buon sesto posto.

## Rosa
| N. |                        | Ruolo | Calciatore        |
| -- | ---------------------- | ----- | ----------------- |
| 1  | Ungheria (bandiera)    | P     | Gábor Király      |
| 2  | Serbia (bandiera)      | D     | Antonio Rukavina  |
| 4  | Germania (bandiera)    | D     | Kai Bülow         |
| 5  | Spagna (bandiera)      | D     | Guillermo Vallori |
| 6  | Germania (bandiera)    | C     | Dominik Stahl     |
| 7  | Germania (bandiera)    | C     | Daniel Bierofka   |
| 8  | Romania (bandiera)     | C     | Maximilian Nicu   |
| 9  | Serbia (bandiera)      | A     | Đorđe Rakić       |
| 11 | Germania (bandiera)    | A     | Benjamin Lauth    |
| 13 | Turchia (bandiera)     | D     | Necat Aygün       |
| 14 | Stati Uniti (bandiera) | A     | Bobby Wood        |
| 15 | Germania (bandiera)    | C     | Stefan Aigner     |
| 17 | Germania (bandiera)    | D     | Stefan Buck       |
| 19 | Germania (bandiera)    | C     | Sebastian Maier   |
| 20 | Namibia (bandiera)     | D     | Collin Benjamin   |

| N. |                     | Ruolo | Calciatore            |
| -- | ------------------- | ----- | --------------------- |
| 21 | Germania (bandiera) | C     | Sandro Kaiser         |
| 22 | Germania (bandiera) | P     | Timo Ochs             |
| 23 | Germania (bandiera) | D     | Benjamin Schwarz      |
| 25 | Germania (bandiera) | C     | Jonatan Kotzke        |
| 26 | Germania (bandiera) | D     | Christopher Schindler |
| 27 | Germania (bandiera) | D     | Arne Feick            |
| 28 | Germania (bandiera) | C     | Daniel Halfar         |
| 29 | Germania (bandiera) | A     | Markus Ziereis        |
| 30 | Germania (bandiera) | P     | Vitus Eicher          |
| 31 | Germania (bandiera) | A     | Kevin Volland         |
| 32 | Germania (bandiera) | D     | Marcel Kappelmaier    |
| 34 | Germania (bandiera) | D     | Daniel Hofstetter     |
| 36 | Germania (bandiera) | D     | Phillipp Steinhart    |
|    | Nigeria (bandiera)  | C     | Eke Uzoma             |
|    | Germania (bandiera) | A     | Daniel Jais           |

## Organigramma societario
Area tecnica
- Allenatore: Reiner Maurer
- Allenatore in seconda: Wolfgang Schellenberg, Alexander Schmidt
- Preparatore dei portieri: Jürgen Wittmann
- Preparatori atletici:

## Calciomercato

### Sessione estiva
| Acquisti | Acquisti           | Acquisti          | Acquisti |
| R.       | Nome               | da                | Modalità |
| -------- | ------------------ | ----------------- | -------- |
| D        | Collin Benjamin    | Amburgo           |          |
| D        | Arne Feick         | Arminia Bielefeld |          |
| C        | Sandro Kaiser      | Arminia Bielefeld |          |
| C        | Jonatan Kotzke     | Norimberga II     |          |
| D        | Dennis Malura      | Rot-Weiß Erfurt   |          |
| P        | Timo Ochs          | Norimberga        |          |
| A        | Manuel Schäffler   | Duisburg          |          |
| D        | Phillipp Steinhart | Monaco 1860 U19   |          |
| C        | Eke Uzoma          | Arminia Bielefeld |          |
| A        | Korbinian Vollmann | Monaco 1860 U19   |          |

| Cessioni | Cessioni             | Cessioni              | Cessioni |
| R.       | Nome                 | a                     | Modalità |
| -------- | -------------------- | --------------------- | -------- |
| A        | Korbinian Vollmann   | Unterhaching          |          |
| D        | Stefan Bell          | Eintracht Francoforte |          |
| D        | Tarık Çamdal         | Eskişehirspor         |          |
| C        | Aleksandar Ignjovski | Werder Brema          |          |
| C        | Florin Lovin         | Kerkyra               |          |
| C        | Alexander Ludwig     | Energie Cottbus       |          |
| C        | David Manga          | Monaco 1860 II        |          |
| D        | Julian Ratei         | Darmstadt             |          |
| P        | Philipp Tschauner    | St. Pauli             |          |

### Sessione invernale
| Acquisti | Acquisti          | Acquisti     | Acquisti |
| R.       | Nome              | da           | Modalità |
| -------- | ----------------- | ------------ | -------- |
| C        | Maximilian Nicu   | Friburgo     |          |
| D        | Guillermo Vallori | Grasshoppers |          |

| Cessioni | Cessioni         | Cessioni      | Cessioni |
| R.       | Nome             | a             | Modalità |
| -------- | ---------------- | ------------- | -------- |
| D        | Dennis Malura    | Heidenheim    |          |
| A        | Manuel Schäffler | Ingolstadt 04 |          |

## Risultati

### 2. Bundesliga

#### Girone di andata
| Arbitro: | Kircher |

|                                       |           |             |
| Kruppke 6’ Zimmermann 36’ Kumbela 40’ | Marcatori | 23’ Volland |

| Arbitro: | Rafati |

|                          |           |                     |
| Schindler 35’ Aigner 56’ | Marcatori | 37’ (rig.) Iashvili |

| Arbitro: | Schmidt |

|  |           |                                                                 |
|  | Marcatori | 1’ Aigner 23’ Volland 31’ Halfar 40’ (aut.) Hünemeier 71’ Lauth |

| Arbitro: | Siebert |

|                                         |           |  |
| Halfar 10’, 45’ Lauth 69’ Schäffler 72’ | Marcatori |  |

| Arbitro: | Meyer |

|                                            |           |                  |
| Rösler 29’ (rig.) Lambertz 46’ Beister 67’ | Marcatori | 85’ (rig.) Lauth |

| Arbitro: | Metzen |

|                             |           |              |
| Volland 22’, 53’ Aigner 54’ | Marcatori | 24’ Mosquera |

| Arbitro: | Rafati |

|                                         |           |                                       |
| Ebbers 55’ Schachten 56’ Kruse 64’, 74’ | Marcatori | 43’ (rig.) Lauth 47’ (aut.) Schindler |

| Arbitro: | Dankert |

|                                             |           |  |
| Aigner 3’ Volland 47’, 67’ Huber 90’ (aut.) | Marcatori |  |

| Arbitro: | Bandurski |

|                      |           |  |
| Nöthe 27’ Nehrig 54’ | Marcatori |  |

| Arbitro: | Christ |

|                   |           |                                 |
| Bierofka 65’, 90’ | Marcatori | 13’, 16’, 60’ Poté 59’ Brégerie |

| Arbitro: | Ittrich |

|                     |           |  |
| Peitz 40’ Holst 73’ | Marcatori |  |

| Arbitro: | Schriever |

|             |           |          |
| Volland 37’ | Marcatori | 83’ Mohr |

| Arbitro: | Unger |

|  |           |                                    |
|  | Marcatori | 4’ Bierofka 67’ Kaiser 82’ Volland |

| Arbitro: | Siebert |

|           |           |                                       |
| Lauth 65’ | Marcatori | 8’ Inui 18’ (aut.) Benjamin 90’ Aydin |

| Arbitro: | Kampka |

|  |           |           |
|  | Marcatori | 19’ Rakić |

| Arbitro: | Dingert |

|                      |           |            |
| Rakić 1’ Volland 67’ | Marcatori | 90’ Gkekas |

| Arbitro: | Willenborg |

|                    |           |                     |
| Radu 43’ Sibum 83’ | Marcatori | 41’ Buck 77’ Aigner |

#### Girone di ritorno
| Arbitro: | Grudzinski |

|                                |           |  |
| Aigner 32’ Rakić 58’ Lauth 65’ | Marcatori |  |

| Arbitro: | Ittrich |

|                |           |                                     |
| Terrazzino 72’ | Marcatori | 33’, 87’ (rig.) Bierofka 80’ Aigner |

| Arbitro: | Bandurski |

|                |           |  |
| Lauth 35’, 90’ | Marcatori |  |

| Aue-Bad Schlema 14 marzo 2012, ore 18:30 CET 21ª giornata | Erzgebirge Aue | 0 – 0 referto | Monaco 1860 | Sparkassen-Erzgebirgsstadion (7 500 spett.)\| Arbitro: \| Stegemann \| |
| Arbitro:                                                  | Stegemann      |               |             |                                                                        |

| Arbitro: | Gräfe |

|                     |           |             |
| Aigner 6’ Aygün 81’ | Marcatori | 44’ Beister |

| Arbitro: | Metzen |

|  |           |            |
|  | Marcatori | 82’ Aigner |

| Arbitro: | Meyer |

|             |           |                  |
| Volland 88’ | Marcatori | 33’ (rig.) Bruns |

| Arbitro: | Steuer |

|                                     |           |           |
| Görlitz 25’ Gaus 42’ Chrisantus 85’ | Marcatori | 15’ Bülow |

| Arbitro: | Kinhöfer |

|                     |           |                                        |
| Bierofka 19’ (rig.) | Marcatori | 14’, 47’ Occéan 27’ Fürstner 52’ Klaus |

| Arbitro: | Kircher |

|  |           |           |
|  | Marcatori | 61’ Lauth |

| Arbitro: | Ittrich |

|  |           |          |
|  | Marcatori | 80’ Borg |

| Arbitro: | Weiner |

|                                  |           |                       |
| Proschwitz 67’ (rig.) Alushi 85’ | Marcatori | 27’ Rakić 71’ Volland |

| Arbitro: | Petersen |

|                       |           |          |
| Vallori 58’ Lauth 71’ | Marcatori | 69’ Jula |

| Arbitro: | Steinhaus-Webb |

|                      |           |                     |
| Ginczek 18’ Vogt 90’ | Marcatori | 49’ Rakić 60’ Lauth |

| Arbitro: | Willenborg |

|                                       |           |           |
| Volland 22’, 76’ Aigner 48’ Stahl 60’ | Marcatori | 32’ Leitl |

| Arbitro: | Gagelmann |

|  |           |                         |
|  | Marcatori | 17’ Volland 21’ Vallori |

| Arbitro: | Wingenbach |

|            |           |                       |
| Aigner 18’ | Marcatori | 11’ Streit 21’ Uludağ |

### Coppa di Germania
| Arbitro: | Steuer |

|                             |           |                                    |
| Wegkamp 1’ Mauersberger 34’ | Marcatori | 11’ (rig.), 107’ Lauth 47’ Volland |

| Arbitro: | Drees |

|                                            |           |  |
| Benjamin 15’ (aut.) Rösler 39’, 90’ (rig.) | Marcatori |  |

## Statistiche

### Statistiche di squadra
| Competizione      | Punti | In casa | In casa | In casa | In casa | In casa | In casa | In trasferta | In trasferta | In trasferta | In trasferta | In trasferta | In trasferta | Totale | Totale | Totale | Totale | Totale | Totale | DR  |
| Competizione      | Punti | G       | V       | N       | P       | Gf      | Gs      | G            | V            | N            | P            | Gf           | Gs           | G      | V      | N      | P      | Gf     | Gs     | DR  |
| ----------------- | ----- | ------- | ------- | ------- | ------- | ------- | ------- | ------------ | ------------ | ------------ | ------------ | ------------ | ------------ | ------ | ------ | ------ | ------ | ------ | ------ | --- |
| 2. Bundesliga     | 57    | 17      | 10      | 2       | 5       | 35      | 22      | 17           | 7            | 4            | 6            | 27           | 24           | 34     | 17     | 6      | 11     | 62     | 46     | +16 |
| Coppa di Germania | -     | 0       | 0       | 0       | 0       | 0       | 0       | 2            | 1            | 0            | 1            | 3            | 5            | 2      | 1      | 0      | 1      | 3      | 5      | -2  |
| Totale            | 57    | 17      | 10      | 2       | 5       | 35      | 22      | 19           | 8            | 4            | 7            | 30           | 29           | 36     | 18     | 6      | 12     | 65     | 51     | +14 |

### Andamento in campionato
| Giornata  | 1  | 2  | 3 | 4 | 5 | 6 | 7 | 8 | 9 | 10 | 11 | 12 | 13 | 14 | 15 | 16 | 17 | 18 | 19 | 20 | 21 | 22 | 23 | 24 | 25 | 26 | 27 | 28 | 29 | 30 | 31 | 32 | 33 | 34 |
| --------- | -- | -- | - | - | - | - | - | - | - | -- | -- | -- | -- | -- | -- | -- | -- | -- | -- | -- | -- | -- | -- | -- | -- | -- | -- | -- | -- | -- | -- | -- | -- | -- |
| Luogo     | T  | C  | T | C | T | C | T | C | T | C  | T  | C  | T  | C  | T  | C  | T  | C  | T  | C  | T  | C  | T  | C  | T  | C  | T  | C  | T  | C  | T  | C  | T  | C  |
| Risultato | P  | V  | V | V | P | V | P | V | P | P  | P  | N  | V  | P  | V  | V  | N  | V  | V  | V  | N  | V  | V  | N  | P  | P  | V  | P  | N  | V  | N  | V  | V  | P  |
| Posizione | 16 | 10 | 4 | 2 | 7 | 5 | 7 | 6 | 6 | 7  | 9  | 9  | 7  | 8  | 6  | 6  | 8  | 7  | 6  | 6  | 6  | 6  | 6  | 6  | 6  | 6  | 6  | 6  | 6  | 6  | 6  | 6  | 6  | 6  |

Legenda:

Luogo: C = Casa; T = Trasferta. Risultato: V = Vittoria; N = Pareggio; P = Sconfitta.

### Statistiche dei giocatori
| Giocatore      | 2. Bundesliga | 2. Bundesliga | 2. Bundesliga | 2. Bundesliga | Coppa di Germania | Coppa di Germania | Coppa di Germania | Coppa di Germania | Totale   | Totale | Totale      | Totale     |
| Giocatore      | Presenze      | Reti          | Ammonizioni   | Espulsioni    | Presenze          | Reti              | Ammonizioni       | Espulsioni        | Presenze | Reti   | Ammonizioni | Espulsioni |
| -------------- | ------------- | ------------- | ------------- | ------------- | ----------------- | ----------------- | ----------------- | ----------------- | -------- | ------ | ----------- | ---------- |
| S. Aigner      | 30            | 11            | 5             | 0             | 2                 | 0                 | 0                 | 0                 | 32       | 11     | 5           | 0          |
| N. Aygün       | 19            | 1             | 5             | 0             | 0                 | 0                 | 0                 | 0                 | 19       | 1      | 5           | 0          |
| C. Benjamin    | 18            | 0             | 1             | 0             | 2                 | 0                 | 0                 | 1                 | 20       | 0      | 1           | 1          |
| D. Bierofka    | 31            | 6             | 10            | 0             | 2                 | 0                 | 0                 | 0                 | 33       | 6      | 10          | 0          |
| S. Buck        | 21            | 1             | 1             | 2             | 0                 | 0                 | 0                 | 0                 | 21       | 1      | 1           | 2          |
| K. Bülow       | 28            | 1             | 6             | 2             | 2                 | 0                 | 0                 | 0                 | 30       | 1      | 6           | 2          |
| V. Eicher      | 1             | 0             | 0             | 0             | 0                 | 0                 | 0                 | 0                 | 1        | 0      | 0           | 0          |
| A. Feick       | 20            | 0             | 4             | 0             | 2                 | 0                 | 1                 | 0                 | 22       | 0      | 5           | 0          |
| D. Halfar      | 18            | 3             | 2             | 0             | 1                 | 0                 | 0                 | 0                 | 19       | 3      | 2           | 0          |
| D. Hofstetter  | 0             | 0             | 0             | 0             | 0                 | 0                 | 0                 | 0                 | 0        | 0      | 0           | 0          |
| D. Jais        | 0             | 0             | 0             | 0             | 0                 | 0                 | 0                 | 0                 | 0        | 0      | 0           | 0          |
| S. Kaiser      | 10            | 1             | 2             | 0             | 0                 | 0                 | 0                 | 0                 | 10       | 1      | 2           | 0          |
| M. Kappelmaier | 0             | 0             | 0             | 0             | 0                 | 0                 | 0                 | 0                 | 0        | 0      | 0           | 0          |
| G. Király      | 32            | 0             | 2             | 0             | 2                 | 0                 | 1                 | 0                 | 34       | 0      | 3           | 0          |
| J. Kotzke      | 1             | 0             | 0             | 0             | 0                 | 0                 | 0                 | 0                 | 1        | 0      | 0           | 0          |
| B. Lauth       | 33            | 11            | 4             | 0             | 2                 | 2                 | 0                 | 0                 | 35       | 13     | 4           | 0          |
| S. Maier       | 15            | 0             | 1             | 0             | 0                 | 0                 | 0                 | 0                 | 15       | 0      | 1           | 0          |
| D. Malura      | 3             | 0             | 0             | 0             | 1                 | 0                 | 1                 | 0                 | 4        | 0      | 1           | 0          |
| M. Nicu        | 15            | 0             | 0             | 0             | 0                 | 0                 | 0                 | 0                 | 15       | 0      | 0           | 0          |
| T. Ochs        | 1             | 0             | 0             | 0             | 0                 | 0                 | 0                 | 0                 | 1        | 0      | 0           | 0          |
| Đ. Rakić       | 24            | 5             | 2             | 0             | 1                 | 0                 | 0                 | 0                 | 25       | 5      | 2           | 0          |
| A. Rukavina    | 31            | 0             | 2             | 0             | 2                 | 0                 | 1                 | 0                 | 33       | 0      | 3           | 0          |
| C. Schindler   | 30            | 1             | 5             | 0             | 2                 | 0                 | 1                 | 0                 | 32       | 1      | 6           | 0          |
| B. Schwarz     | 0             | 0             | 0             | 0             | 0                 | 0                 | 0                 | 0                 | 0        | 0      | 0           | 0          |
| M. Schäffler   | 14            | 1             | 1             | 0             | 1                 | 0                 | 0                 | 0                 | 15       | 1      | 1           | 0          |
| D. Stahl       | 28            | 1             | 6             | 0             | 2                 | 0                 | 0                 | 0                 | 30       | 1      | 6           | 0          |
| P. Steinhart   | 1             | 0             | 0             | 0             | 0                 | 0                 | 0                 | 0                 | 1        | 0      | 0           | 0          |
| E. Uzoma       | 0             | 0             | 0             | 0             | 0                 | 0                 | 0                 | 0                 | 0        | 0      | 0           | 0          |
| G. Vallori     | 11            | 2             | 4             | 0             | 0                 | 0                 | 0                 | 0                 | 11       | 2      | 4           | 0          |
| K. Volland     | 33            | 14            | 7             | 0             | 2                 | 1                 | 1                 | 0                 | 35       | 15     | 8           | 0          |
| B. Wood        | 3             | 0             | 0             | 0             | 1                 | 0                 | 0                 | 0                 | 4        | 0      | 0           | 0          |
| M. Ziereis     | 0             | 0             | 0             | 0             | 0                 | 0                 | 0                 | 0                 | 0        | 0      | 0           | 0          |